# モンゴルの大統領
モンゴルの大統領（モンゴルのだいとうりょう、モンゴル語: Монгол Улсын Ерөнхийлөгч, Mongol Ulsyn Yerönkhiilögch）は、モンゴル国の元首たる大統領である。

## 概要
半大統領制を採用しており、大統領は憲法で「国民の統合の象徴」と規定されている。

### 権限
- 首相の指名。候補者はその後、国民大会議（議会）によって承認または拒否される。これは概して象徴的な権限であり、実質的には議会が首相を指名する。
- 国民大会議の可決した法案の拒否権（3分の2の賛成で覆される）。
- 裁判官任命の承認。
- 国家安全保障会議議長。
- モンゴル国軍司令官。

### 選出
大統領は4年ごとに国民による直接選挙で選出される。これには2つの制約がある。候補者は、国民大議会を代表する政党の一つに推薦されなければいけない。しかしながら、大統領に選出された者は、就任前に政党の党籍を離脱する必要がある。
モンゴル国の憲法における、大統領となるための要件は
- モンゴル国生まれ
- 年齢が45歳以上
- 就任前に5年以上モンゴル国に居住

の3つである。

## 大統領の一覧
モンゴルの初代大統領が誰であるかについては論争がある。この称号自体はモンゴルの民主化の前には実際には存在しなかったが、 同様の役割を担う官職は社会主義時代にも存在した。ボグド・ハーン政権のハーン、ジェプツンダンバ・ホトクト8世（ボグド・ハーン、Jebtsundamba Khutugtu：モンゴルにおけるチベット仏教の長で、宗教的、政治的な指導者。化身ラマ。）が初代「大統領」とされる場合もあるが、一般的にはそれ以後の非宗教的な指導者に対して用いられる。1924年に臨時元首であったバリンギーン・ツェレンドルジが初代大統領とされる場合もあるが、公式に指導者となったのは1924年11月28日に人民大会議の議長に指名されたナヴァンドルジ・ヤダンバアである。その1日後に、指導権限は人民小会議幹部会議長に再編成された。その後すぐに、称号の変化に続いて、人民大会議幹部会議長に変更された。そして1990年「大統領」の称号が採用され現在に至る。
| 大モンゴル国 (1911-1924)         |                                                          |                    |                            |                               |                                 |              |                        |
| ハーン (1911-1924)               |                                                          |                    |                            |                               |                                 |              |                        |
| 代                               | ハーン                                                   | ハーン             | 所属政党                   | 期                            | 在位期間                        | 在位期間     | 備考                   |
| 001                              | ボグド・ハーン Богд хаан                                 |                    | 無所属                     | －                            | 1911年12月29日 - 1924年5月20日  | 12年 + 143日 | 在任中に死去           |
| 00－                             | バリンギーン・ツェレンドルジ Балингийн Цэрэндорж         |                    | モンゴル人民革命党 （MAH） | 1                             | 1924年5月20日 - 1924年11月28日  | 192日        | 元首代行 （首相）      |
| モンゴル人民共和国 (1924-1992)   |                                                          |                    |                            |                               |                                 |              |                        |
| 人民大会議議長 (1924)            |                                                          |                    |                            |                               |                                 |              |                        |
| 代                               | 議長                                                     | 議長               | 所属政党                   | 期                            | 在任期間                        | 在任期間     | 備考                   |
| 001                              | ナヴァンドルジ・ヤダンバア Навандоржийн Жадамба          |                    | モンゴル人民革命党 （MAH） | 1                             | 1924年11月28日 - 1924年11月29日 | 1日          | 建国在任中に解任       |
| 人民小会議幹部会議長 (1924-1951) |                                                          |                    |                            |                               |                                 |              |                        |
| 代                               | 議長                                                     | 議長               | 所属政党                   | 期                            | 在任期間                        | 在任期間     | 備考                   |
| 002                              | ペルジディーン・ゲンデン Пэлжидийн Гэндэн                |                    | モンゴル人民革命党 （MAH） | 2                             | 1924年11月29日 - 1927年11月15日 | 2年 + 351日  |                        |
| 003                              | ジャンタン・ダムディンスレン Жамцангийн Дамдинсурэн      |                    | モンゴル人民革命党 （MAH） | 3                             | 1927年11月16日 - 1929年1月23日  | 1年 + 58日   |                        |
| 004                              | ホルローギーン・チョイバルサン Хорлоогийн Чойбалсан      |                    | モンゴル人民革命党 （MAH） | 4                             | 1929年1月24日 - 1930年4月27日   | 1年 + 93日   |                        |
| 005                              | ロソリン・ラーガン Лосолын Лааган                        |                    | モンゴル人民革命党 （MAH） | 5                             | 1930年4月27日 - 1932年7月2日    | 2年 + 66日   |                        |
| 006                              | アナンディーン・アマル Анандын Амар                      |                    | モンゴル人民革命党 （MAH） | 6                             | 1932年7月2日 - 1936年3月22日    | 3年 + 264日  |                        |
| 007                              | ダンスランビレギイン・ドグソム Дансранбилэгийн Догсом    |                    | モンゴル人民革命党 （MAH） | 7                             | 1936年3月22日 - 1939年7月9日    | 3年 + 109日  |                        |
| 0－                              | （空席）                                                 | （空席）           | （空席）                   | －                            | 1939年7月9日 - 1940年7月6日     | 363日        |                        |
| 008                              | ゴンチギン・ブムチェンド Гончигийн Бумцэнд               |                    | モンゴル人民革命党 （MAH） | 8                             | 1940年7月6日 - 1951年7月6日     | 11年 + 0日   |                        |
| 人民大会議幹部会議長 (1951-1990) |                                                          |                    |                            |                               |                                 |              |                        |
| 代                               | 議長                                                     | 議長               | 所属政党                   | 期                            | 在任期間                        | 在任期間     | 備考                   |
| 0(8)                             | ゴンチギン・ブムチェンド Гончигийн Бумцэнд               |                    | モンゴル人民革命党 （MAH） | 8                             | 1951年7月6日 - 1953年9月23日    | 2年 + 79日   |                        |
| 0－                              | スフバータル・ヤンジマー Сухбаатарын, Янжмаа             |                    | モンゴル人民革命党 （MAH） | 8                             | 1953年9月23日 - 1954年7月7日    | 287日        | 議長代行               |
| 009                              | ジャムスランギーン・サンブー Жамсрангийн Самбуу          |                    | モンゴル人民革命党 （MAH） | 9                             | 1954年7月7日 - 1972年5月20日    | 17年 + 318日 |                        |
| 0－                              | ツァガーンラムィン・ドゥゲルスレン Цаганламын Дугэрсурэн |                    | モンゴル人民革命党 （MAH） | 9                             | 1972年5月20日 - 1972年6月28日   | 39日         | 議長代行               |
| 0－                              | ソノムィン・ルブサン Сономын Лувсан                      |                    | モンゴル人民革命党 （MAH） | 9                             | 1972年6月28日 - 1974年6月11日   | 1年 + 348日  | 議長代行 （第1副議長） |
| 010                              | ユムジャーギィン・ツェデンバル Юмжаагийн Цэдэнбал        |                    | モンゴル人民革命党 （MAH） | 10                            | 1974年6月11日 - 1977年6月28日   | 10年 + 73日  |                        |
| 010                              | ユムジャーギィン・ツェデンバル Юмжаагийн Цэдэнбал        | 11                 | モンゴル人民革命党 （MAH） | 1977年6月28日 - 1981年6月29日 |                                 | 10年 + 73日  |                        |
| 010                              | ユムジャーギィン・ツェデンバル Юмжаагийн Цэдэнбал        | 12                 | モンゴル人民革命党 （MAH） | 1981年6月29日 - 1984年8月23日 | 任期満了前に解任                | 10年 + 73日  |                        |
| 0－                              | ジャグワラル・ニャム Жагварал Нямын                      | 12                 |                            | モンゴル人民革命党 （MAH）    | 1984年8月23日 - 1984年12月12日  | 111日        |                        |
| (11)                             | ジャムビィン・バトムンフ Жамбын Батмөнх                  |                    | モンゴル人民革命党 （MAH） | 13                            | 1984年12月12日 - 1990年3月21日  | 5年 + 99日   |                        |
| 012                              | ポンサルマーギーン・オチルバト Пунсалмаагийн Очирбат     |                    | モンゴル人民革命党 （MAH） | 14                            | 1990年3月21日 - 1990年9月3日    | 166日        |                        |
| 大統領 (1990-1992)               |                                                          |                    |                            |                               |                                 |              |                        |
| 代                               | 大統領                                                   | 大統領             | 所属政党                   | 期                            | 在任期間                        | 在任期間     | 備考                   |
| 012                              | ポンサルマーギーン・オチルバト Пунсалмаагийн Очирбат     |                    | モンゴル人民革命党 （MAH） | 15                            | 1990年9月3日 - 1992年2月12日    | 1年 + 162日  |                        |
| モンゴル国 (1992-現在)           |                                                          |                    |                            |                               |                                 |              |                        |
| 代                               | 大統領                                                   | 大統領             | 所属政党                   | 期                            | 在任期間                        | 在任期間     | 備考                   |
| 001                              | ポンサルマーギーン・オチルバト Пунсалмаагийн Очирбат     |                    | モンゴル人民革命党 （MAH） | 1                             | 1992年2月12日 - 1993年6月6日    | 5年 + 128日  |                        |
| 0(1)                             | ポンサルマーギーン・オチルバト Пунсалмаагийн Очирбат     | モンゴル社会民主党 | 2                          | 1993年6月6日 - 1997年6月20日  |                                 | 5年 + 128日  |                        |
| 002                              | ナツァギーン・バガバンディ Нацагийн Багабанди            |                    | モンゴル人民革命党 （MAH） | 3                             | 1997年6月20日 - 2000年6月6日    | 7年 + 351日  |                        |
| 002                              | ナツァギーン・バガバンディ Нацагийн Багабанди            | 4                  | モンゴル人民革命党 （MAH） | 2000年6月6日 - 2005年6月24日  |                                 | 7年 + 351日  |                        |
| 003                              | ナンバリーン・エンフバヤル Намбарын Энхбаяр              |                    | モンゴル人民革命党 （MAH） | 5                             | 2005年6月24日 - 2009年6月18日   | 3年 + 359日  |                        |
| 004                              | ツァヒアギーン・エルベグドルジ Цахиагийн Элбэгдорж       |                    | 民主党                     | 6                             | 2009年6月18日 - 2013年7月10日   | 8年 + 22日   |                        |
| 004                              | ツァヒアギーン・エルベグドルジ Цахиагийн Элбэгдорж       | 7                  | 民主党                     | 2013年6月 - 2017年7月10日     |                                 | 8年 + 22日   |                        |
| 005                              | ハルトマーギーン・バトトルガ Халтмаагийн Баттулга        |                    | 民主党                     | 8                             | 2017年7月10日 - 2021年6月25日   | 3年 + 350日  |                        |
| 006                              | ウフナーギーン・フレルスフ Ухнаагийн Хүрэлсүх            |                    | モンゴル人民党             | 9                             | 2021年6月25日 - （現職）        | 3年+360日    |                        |